# Valverde de Burguillos
Valverde de Burguillos – gmina w Hiszpanii, w prowincji Badajoz, w Estramadurze, o powierzchni 19,41 km². W 2011 roku gmina liczyła 309 mieszkańców.